# Presas de Almería

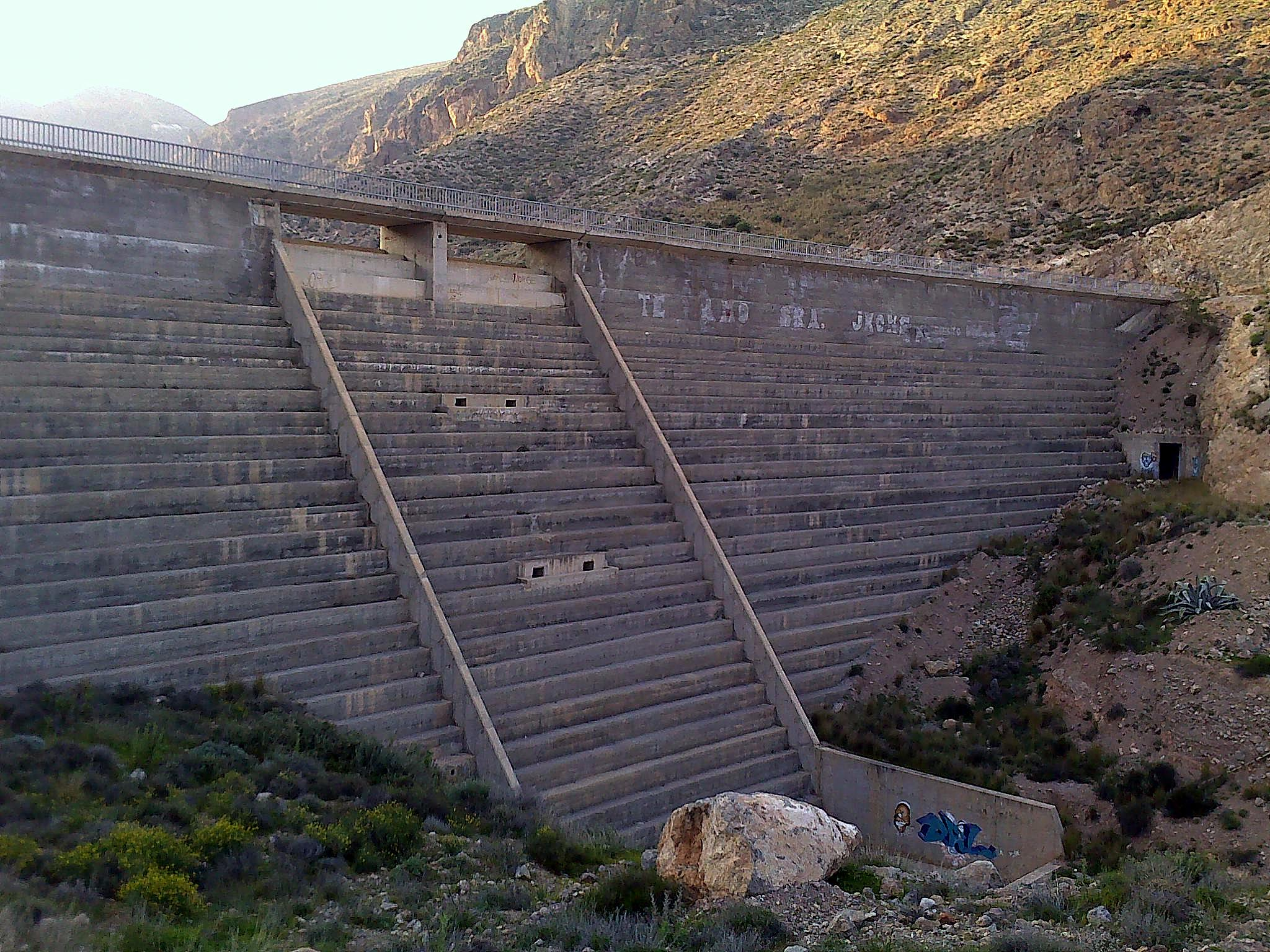
Presa de la Rambla de Belén.

Las presas de Almería son un conjunto de 8 represas construidas entre 1991 y 1992 al norte de la ciudad española de Almería para protegerla de las avenidas provocadas por las lluvias torrenciales.

## Historia
La Rambla de Belén, que atraviesa la ciudad de Almería, fue origen de inundaciones en 1891, tras lo que fue encauzada para evitarlo. Más adelante, a finales del siglo XX, esta rambla, junto con otras en la ciudad, fueron cubiertas y embellecidas para pasar a formar parte del trazado urbano de la ciudad, siendo hoy calles y avenidas como cualquier otras. Pero para realizar estas obras, fue necesario crear canalizaciones inferiores que pudieran drenar el agua que llevara el cauce natural de estas ramblas que, obviamente, deberían ser más pequeñas que el tamaño dictado por el curso del agua. Como consecuencia, el caudal que podrían drenar estas canalizaciones sería menor que las ramblas naturales, por lo que habría que buscar una solución en caso de lluvias torrenciales de mayor intensidad que la soportable por las nuevas obras. Por supuesto, estas presas fueron levantadas antes de que las ramblas fueran canalizadas, formando todo parte de un mismo proyecto conjunto con un presupuesto de 1.110 millones de pesetas.

## Funcionamiento
Las presas fueron diseñadas tomando en cuenta el caudal máximo registrado por las ramblas de Almería, de unos 300 m³/s según estudios probabilísticos. A partir de dicho dato, los ingenieros y arquitectos programaron los aliviaderos de las presas para que el caudal máximo quedara limitado a 170 m³/s, que es lo que se calcula son capaces de soportar las canalizaciones que discurren bajo la ciudad en sustitución de los cauces naturales de las ramblas.

## Presas
| Nombre          | Material                        | Geología                  | Anchura (m) | Altura (m) | Capacidad (hm³) | Superficie inundable | Imagen |
| --------------- | ------------------------------- | ------------------------- | ----------- | ---------- | --------------- | -------------------- | ------ |
| Belén Flores    | Hormigón compactado con rodillo | Calcoesquistos mesozoicos | 87          | 27         | 0,3             |                      |        |
| Belén Gato      | Hormigón compactado con rodillo | Dolomitas mesozoicas      | 158         | 34         | 0,25            |                      |        |
| Belén Cagüeta   | Hormigón compactado con rodillo | Calcoesquistos mesozoicos | 160         | 31         | 0,2             | 3 ha                 |        |
| Amatisteros I   | Hormigón compactado con rodillo | Dolomitas mesozoicas      | 91          | 11         | 0,03            |                      |        |
| Amatisteros II  | Hormigón compactado con rodillo |                           |             |            |                 |                      |        |
| Amatisteros III | Hormigón vibrado                | Dolomitas mesozoicas      | 78          | 15         | 0,01            |                      |        |
| Caballar I      | Hormigón compactado con rodillo | Dolomitas mesozoicas      | 98          | 16         | 0,03            |                      |        |
| Caballar II     | Hormigón vibrado                |                           |             |            |                 |                      |        |